# Savanyú a szülő
A Savanyú a szülő (eredeti címe: Betsy's Wedding) 1990-es amerikai romantikus vígjáték, amelyet Alan Alda írt és rendezett. A főbb szerepekben Alda, Joey Bishop, Madeline Kahn és Molly Ringwald. 1990. június 22-én mutatták be az Egyesült Államokban. Magyarországon videokazettán volt elérhető 1997. június 26-tól.
A produkció megosztotta a kritikusokat, két Arany Málna díjra jelölték a 11. Arany Málna-gálán.

## Cselekmény
Eddie Hopper egy építőipari vállalkozó Long Islandről, és két lány büszke apja. Az egyikük, Betsy, hamarosan férjhez megy. A Hopper családot nem veti fel a pénz, de nagy megrökönyödésre Eddie úgy dönt, hogy fényűző esküvőt rendez, mert le akarja nyűgözni a vőlegény gazdag családját. A szervezésre minden családtag tanácsot ad, még Eddie apjának szelleme is.
Az új ház, amit Eddie építtet, tovább növeli a pénzügyi gondokat. A férfi kétségbeesésében a korrupt sógorához, Oscarhoz fordul. A sógor azonban bevezeti őt az uzsorások körébe. Mikor Stevie-t Eddie után küldi a család, hogy tartsa őt szemmel, Stevie figyelmét elvonja Betsy testvére, Connie, aki rendőr.
Betsy esküvője végül a tervek szerint lezajlik, de egy heves esőzés megzavarja.

## Szereplők
| Szerep                     | Színész              | Magyar hang        |
| -------------------------- | -------------------- | ------------------ |
| Eddie Hopper               | Alan Alda            | Balázs Péter       |
| Mr Hopper, Eddie apja      | Joey Bishop          | Dobránszky Zoltán  |
| Lola Hopper                | Madeline Kahn        | Andresz Kati       |
| Stevie Dee                 | Anthony LaPaglia     | Csankó Zoltán      |
| Gloria Henner              | Catherine O’Hara     | Menszátor Magdolna |
| Oscar Henner               | Joe Pesci            | Kránitz Lajos      |
| Betsy Hopper               | Molly Ringwald       | Kisfalvi Krisztina |
| Connie Hopper              | Ally Sheedy          | Kiss Erika         |
| Georgie                    | Burt Young           | Gruber Hugó        |
| nagymama                   | Julie Bovasso        | Győri Ilona        |
| Harry Lovell               | Nicolas Coster       | Jakab Csaba        |
| Nancy Lovell               | Bibi Besch           | Tóth Judit         |
| Jake Lovell                | Dylan Walsh          | Selmeczi Roland    |
| Angelica                   | Camille Saviola      | Kocsis Mariann     |
| Nate Tobias                | Allan Rich           | Kardos Gábor       |
| Morris, Lola apja          | Sully Boyar          | Izsóf Vilmos       |
| Joy, Oscar titkárnője      | Monica Carr          | Orosz Helga        |
| Zack Monroe                | Frankie Faison       | Hankó Attila       |
| Dave Delahees              | Tom Mardirosian      | Bácskai János      |
| fodrász                    | Larry Block          | Imre István        |
| fitter                     | Helen Hanft          | Némedi Mari        |
| Anselmo, Georgie testőre   | Mario Todisco        | Végh Ferenc        |
| élelmiszerszállító         | William Duff-Griffin |                    |
| Mickey, a taxis diszpécser | Samuel L. Jackson    | F. Nagy Zoltán     |

## Fogadtatás

### Kritikai visszhang
A Rotten Tomatoeson 56%-os minősítést kapott 16 értékelés alapján. A Variety szerint: „Alan Alda egy darab közönséges szövetből egy rendkívül lebilincselő házassági kalandot varázsol elő.” William Thomas az Empire Magazine-tól azt írta: „A legtöbb ember, aki ezt megnézi, viccesebb otthoni videókat fog birtokolni esküvői katasztrófákról.” Roger Ebert szerint: „A Savanyú a szülő összegyűjti az emberi komédia összes elemét, majd úgy tűnik, hogy azok nem győzik meg.”
A Metacritic 52 pontot adott a 100-ból 21 vélemény alapján. Jay Carr a Boston Globe-tól azt írta: „Alda íróként végzett munkája a MASHben nem ment veszendőbe. A forgatókönyve megnevettet – nyilvánvalóan kapcsolódik a tévés sitcomhoz, de attól még ugyanolyan vicces. A Savanyú a szülő szórakoztató, LaPaglia pedig igazi kincs.” Dave Kehr a Chicago Tribune-től azt írta: „A film 50 irányba repül el, és csak egy homályos, nyálas benyomást hagy maga után.” Desson Thomson a Washington Posttól azt írta: „A Savanyú a szülővel csak egy probléma van. Alan Alda. De mivel ő a forgatókönyvíró, a rendező és a menyasszony apja a filmben, ez egy nagy probléma.”

### Bevétel adatai
A Box Office Mojo szerint 19,7 millió dolláros bevételt ért el, a költségvetésről nincs adat.

## Fontosabb díjak és jelölések
| Esemény              | Díj             | Kategória                                    | Eredmény |
| -------------------- | --------------- | -------------------------------------------- | -------- |
| 11. Arany Málna-gála | Arany Málna díj | Legrosszabb női főszereplő – Molly Ringwald  | Jelölve  |
| 11. Arany Málna-gála | Arany Málna díj | Legrosszabb női mellékszereplő – Ally Sheedy | Jelölve  |